# Jujuy (tỉnh)
Jujuy là một tỉnh của Argentina. Tỉnh này nằm ở cực tây bắc của quốc gia này, Jujuy chỉ giáp duy nhất với tỉnh Salta về phía đông và phía nam. Tỉnh có đường biên giới quốc tế với vùng Tarapacá của Chile ở phía tây và khu Potosí của Bolivia.

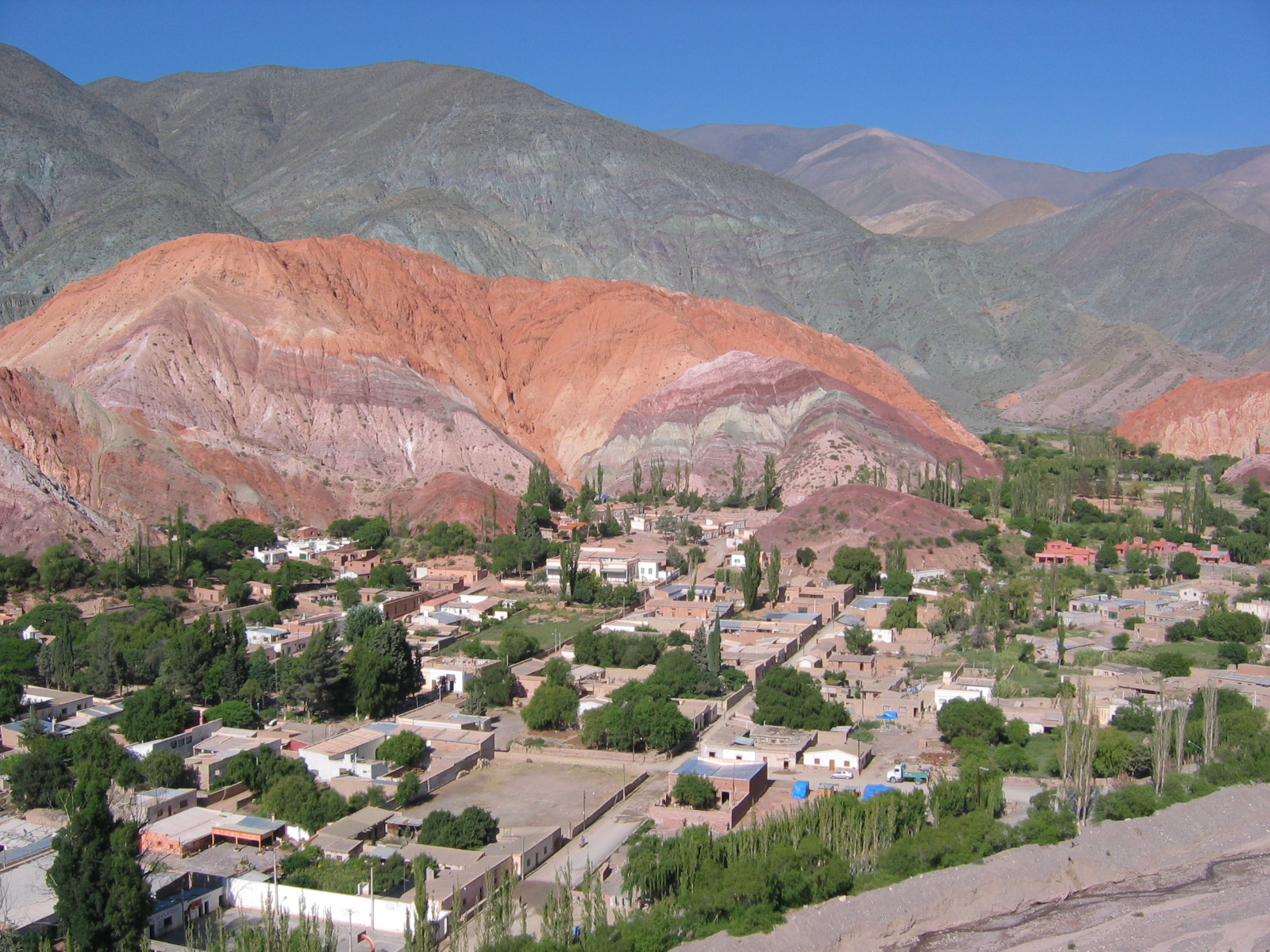
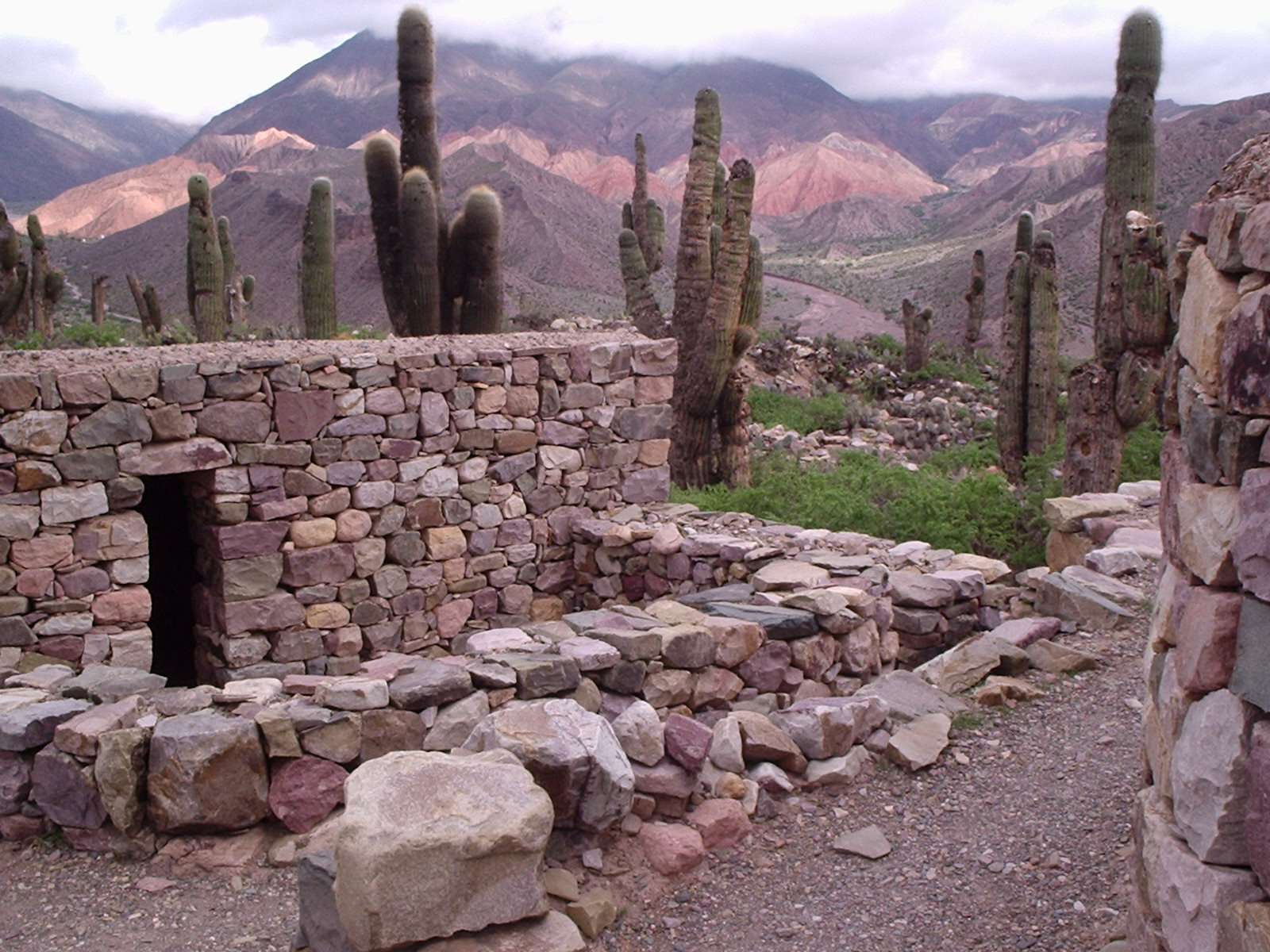
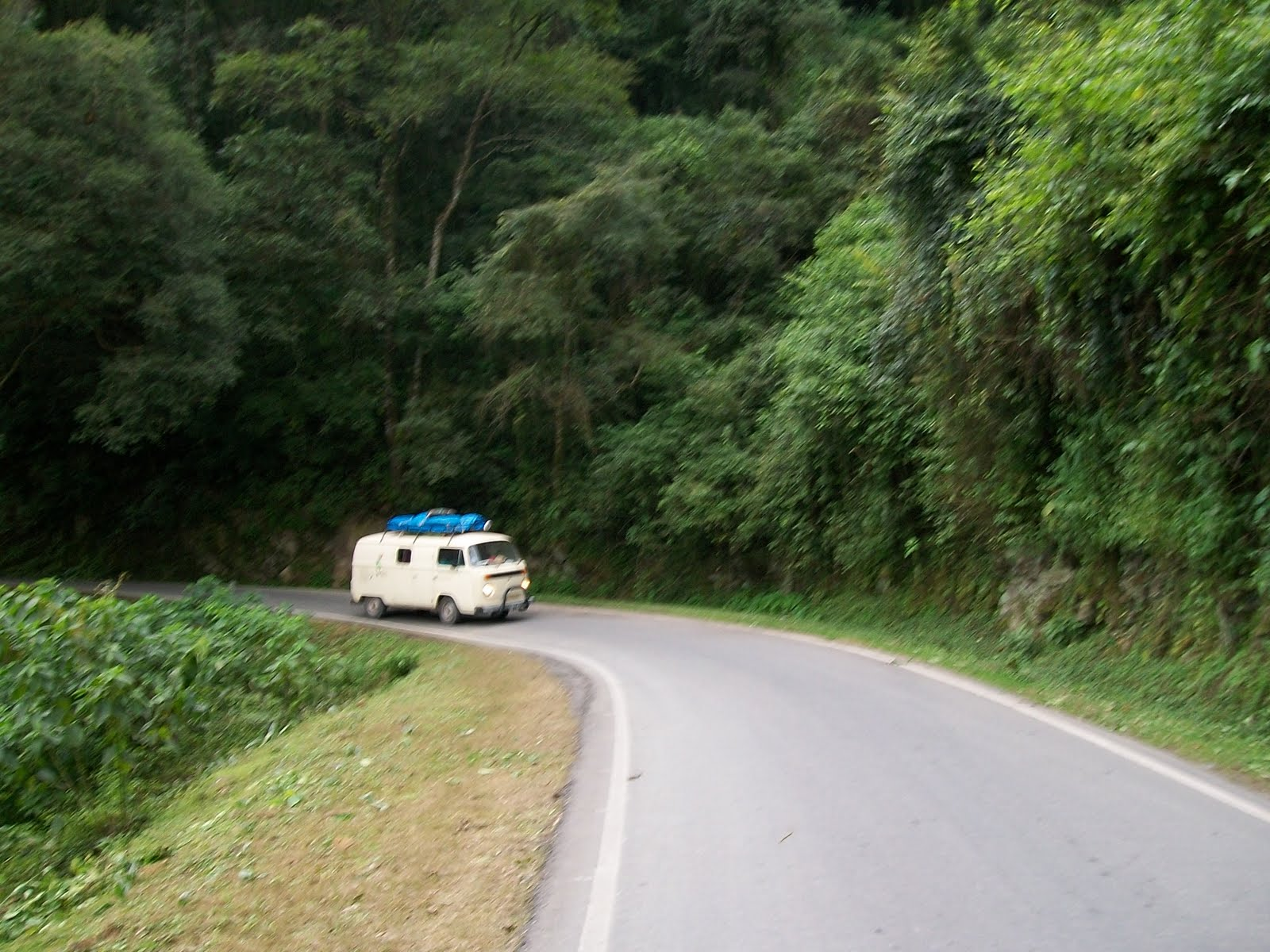
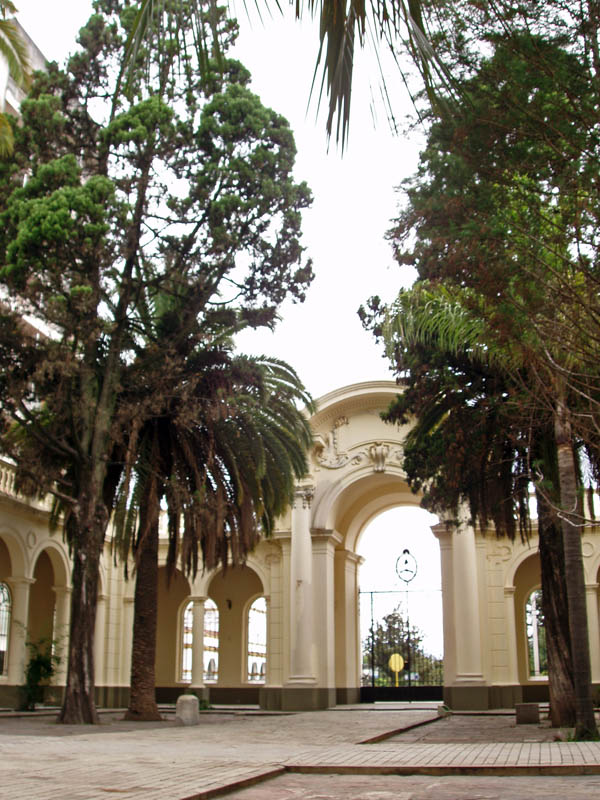

## Liên kết
- Official site (Spanish)
- Description (English)
- Images from Humahuaca, Jujuy Lưu trữ ngày 4 tháng 1 năm 2006 tại Wayback Machine
- North of Argentina Tourist info Lưu trữ ngày 10 tháng 3 năm 2012 tại Wayback Machine
- Pictures of Jujuy Lưu trữ ngày 25 tháng 11 năm 2010 tại Wayback Machine
- Digital Newspaper of Jujuy Lưu trữ ngày 25 tháng 9 năm 2011 tại Wayback Machine
- DIAPORAMA on JUJUY Lưu trữ ngày 17 tháng 10 năm 2010 tại Wayback Machine (French)